# Banque cantonale d'Argovie
Pour les articles homonymes, voir AKB.
La banque cantonale d'Argovie, appelée en allemand Aargauische Kantonalbank (AKB), est une banque cantonale suisse fondée à Aarau en 1855.

## Histoire
Fondée en 1855 en tant que Aargauische Bank, l'entreprise change son nom en 1913 au profit de Aargauische Kantonalbank. Par la suite, la banque rachète la Freiämter Bank SLO (1994) et la Sparkasse Mättenwil (1999). En 1999, la banque ouvre par ailleurs une filiale à Olten dans le canton de Soleure qui, après la cessation d'activité de la banque cantonale de Soleure (Solothurnische Kantonalbank) à la suite d'une débâcle financière, ne possédait plus de banque cantonale.

## Rating
En 2007, la banque a reçu la rating AAA (AAA/Stable/A-1+) de l'agence Standard & Poor's.